# 먼지 원반

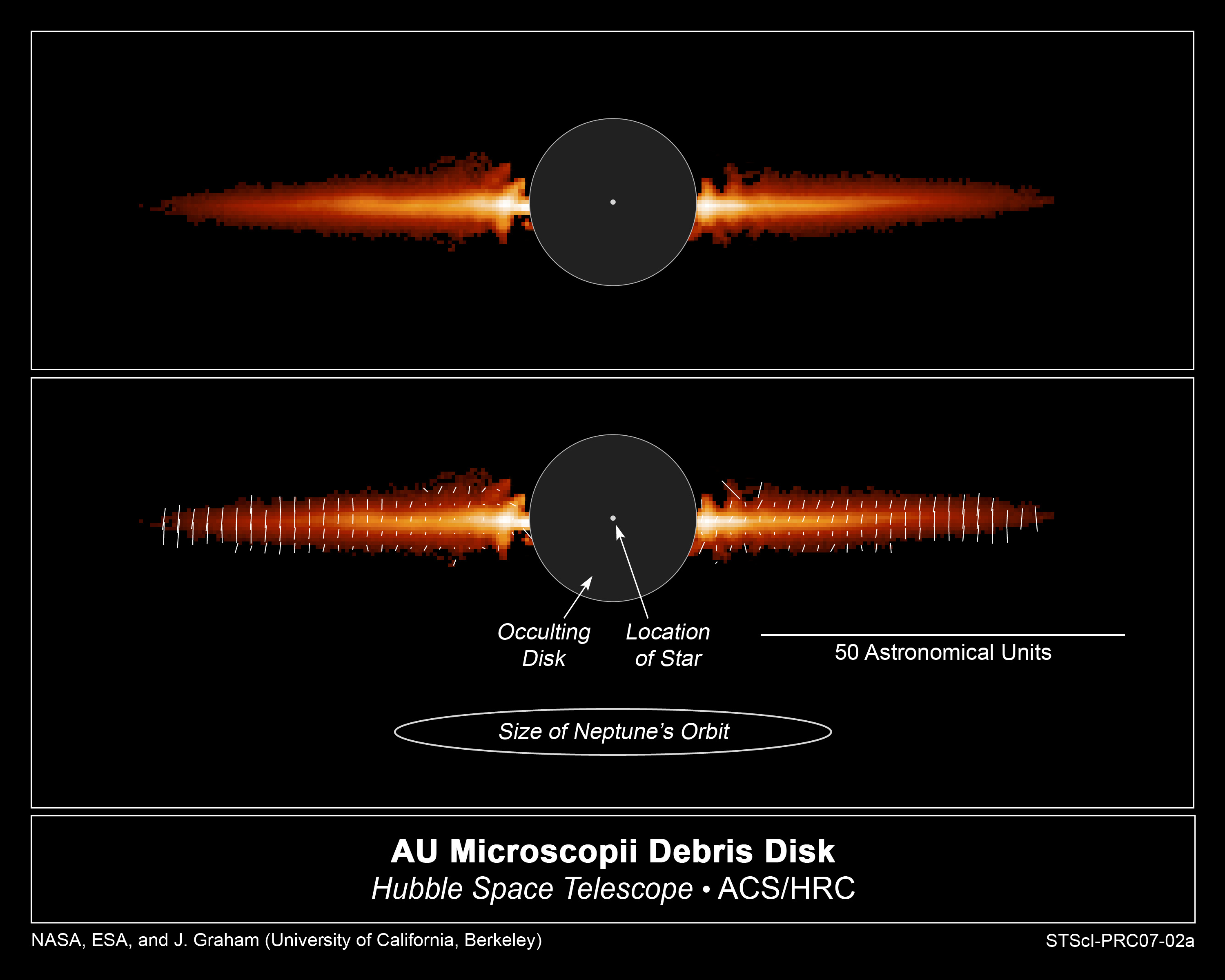
현미경자리 AU 주위에 있는 먼지 원반. 허블 우주 망원경이 오컬터를 사용해 찍은 사진이다.

먼지 원반은 먼지와 파편 등으로 이루어진, 항성 주위에 형성되어 있는 고리 모양의 별주위 원반이다. 먼지 원반은 늙은 별 및 젊은 별 주위에서 다 발견되는데, 중성자별 주위에서 먼지 원반이 발견된 사례도 있었다. 우리 태양계의 먼지 원반으로는 소행성대와 카이퍼대가 있다.
이들은 원시 행성계 원반 단계에서 한 걸음 더 진화한 상태이다. 먼지 원반은 미행성들 끼리 충돌하고 남은 잔해로 만들어질 수 도 있다.
2001년까지 900개 이상의 별 주위에 먼지 원반이 존재하는 것으로 확인되었다. 항성이 발산하는 빛 외에 적외선 영역을 통해 항성 주위에서 추가로 방출되는 복사 에너지를 발견했으며, 여기서 먼지 원반의 존재를 알아냈다.

## 모항성을 가리는 경우
특정한 경우 먼지 원반이 모항성을 가리는 모습이 관측되기도 한다.

## 관측 역사
1984년 IRAS 위성이 베가 주위 궤도상에 먼지 원반이 있는 것을 발견했다. 원래는 원시행성계원반으로 생각했으나, 원반에 가스 물질이 없기 때문에 먼지 원반일 것으로 본다. 발견 이후 원반을 관측한 결과 원반의 중심이 베가성에서 다소 어긋난 위치에 있었는데, 여기에서 행성급 천체가 베가를 돌고 있다고 추측할 수 있다. 포말하우트와 화가자리 베타에서도 비슷한 원반이 발견되었다.
1998년 게자리 55(행성을 거느리고 있다) 주위에 있는 먼지 원반을 발견했다. 에리다누스자리 엡실론의 원반 구조에서도 행성의 존재를 암시하는, 원반 궤도의 비대칭성이 발견되었다.

## 기원
평범한 먼지 원반은 1 ~ 100 마이크로미터 크기의 입자로 이루어져 있다. 어머니 항성에서 나오는 복사 에너지의 영향때문에 먼지들은 보통 바깥쪽으로 이동되지만, 이 복사 에너지의 마찰력효과인 포인팅-로버트슨 효과에 의해 원반안의 작은 먼지 물질들은 항성안쪽으로 끌려 들어가기도 한다. 먼지입자들의 수명은 먼지원반에 의해서 매우 짧기 때문에, 항성 주위에 원반이 계속 존재하려면 미행성등의 천체끼리 충돌하는 등의 과정이 수반되어야 한다.
충돌이 일어나려면 천체들 사이에 중력 섭동이 일어나서 상대적으로 큰 충돌 속도를 얻어야 한다. 항성 주위에 형성된 행성계에서 이런 섭동이 생겨날 수 있다. 쌍성의 동반성 또는 가까이 있는 별이 지나치면서 중력 섭동을 일으킬 수도 있다.

## 먼지 원반 천체 목록
태양 외에 먼지 원반을 갖고 있는 별들이 많이 발견되었다. 다음은 먼지 원반이 있는 항성들의 목록이다.
| 항성                  | 분광형  | 거리 (ly) | 궤도 (AU) | 출처          |
| --------------------- | ------- | --------- | --------- | ------------- |
| 에리다누스자리 엡실론 | K2V     | 10.5      | 35–75     | [ 7 ]         |
| 고래자리 타우         | G8V     | 11.9      | 35–50     | [ 10 ]        |
| 베가                  | A0V     | 25        | 86–200    | [ 5 ] [ 11 ]  |
| 포말하우트            | A3V     | 25        | 133–158   | [ 5 ]         |
| 현미경자리 AU         | M1Ve    | 33        | 50–150    | [ 12 ]        |
| HD 181327             | F5.5V   | 51.8      | 89-110    | [ 13 ]        |
| HD 69830              | K0V     | 41        | <1        | [ 14 ]        |
| HD 207129             | G0V     | 52        | 148–178   | [ 15 ]        |
| HD 139664             | F5IV–V  | 57        | 60–109    | [ 16 ]        |
| 까마귀자리 에타       | F2V     | 59        | 100–150   | [ 17 ]        |
| HD 53143              | K1V     | 60        | ?         | [ 16 ]        |
| 화가자리 베타         | A6V     | 63        | 25–550    | [ 11 ]        |
| 사자자리 제타         | A2Vann  | 70        | 2–8       | [ 18 ]        |
| HD 92945              | K1V     | 72        | 45–175    | [ 19 ]        |
| HD 107146             | G2V     | 88        | 130       | [ 20 ]        |
| 뱀주인자리 감마       | A0V     | 95        | 520       | [ 21 ]        |
| HR 8799               | A5V     | 129       | 75        | [ 22 ]        |
| 뱀주인자리 51         | B9      | 131       | 0.5–1200  | [ 23 ]        |
| HD 12039              | G3–5V   | 137       | 5         | [ 24 ]        |
| HD 98800              | K5e (?) | 150       | 1         | [ 25 ]        |
| HD 15115              | F2V     | 150       | 315–550   | [ 26 ]        |
| HR 4796 A             | A0V     | 220       | 200       | [ 27 ] [ 28 ] |
| HD 141569             | B9.5e   | 320       | 400       | [ 28 ]        |
| HD 113766 A           | F4V     | 430       | 0.35–5.8  | [ 29 ]        |
| HD 141943             |         |           |           | [ 30 ]        |
| HD 191089             |         |           |           | [ 30 ]        |

먼지 원반의 궤도장반경은 평균 거리로, 직접 관측 및 원반 띠의 온도를 통한 관측 두 방법을 모두 이용하여 구한 것이다. 1AU는 지구와 태양 사이의 평균 거리이다.

## 같이 보기
- 착증 디스크
- 소행성대
- 카이퍼대
- 원시 행성계 원반